# Vanderhorstia belloides
Vanderhorstia belloides és una espècie de peix de la família dels gòbids i de l'ordre dels perciformes.

## Morfologia
- Els mascles poden assolir 4,8 cm de longitud total i les femelles 4,05.[4]

## Hàbitat
És un peix marí, de clima tropical i bentopelàgic que viu fins als 21 m de fondària.

## Distribució geogràfica
Es troba a Papua Nova Guinea.

## Observacions
És inofensiu per als humans.